# Captain Marvel (film)
Captain Marvel è un film del 2019 co-scritto e diretto da Anna Boden e Ryan Fleck.
Basato sull'omonimo personaggio di Marvel Comics, è il 21º film del Marvel Cinematic Universe (MCU) nonché primo stand-alone cinematografico sul personaggio di Capitan Marvel.
Il cast include Brie Larson nel ruolo di protagonista, accompagnata da Samuel L. Jackson, Ben Mendelsohn, Djimon Hounsou, Lee Pace, Lashana Lynch, Gemma Chan, Annette Bening, Clark Gregg e Jude Law. La storia, ambientata nel 1995, segue Carol Danvers nel suo percorso per diventare Captain Marvel, dopo che la Terra è finita al centro di un conflitto intergalattico tra due mondi alieni.
Una prima data d'uscita è stata resa nota nell'ottobre 2014, e l'aprile successivo Perlman e LeFauve sono entrati a far parte del team di sceneggiatori dopo aver proposto delle idee differenti sul personaggio. L'annuncio della presenza di Larson nel cast, che rende Captain Marvel il primo film dei Marvel Studios ad avere una protagonista femminile, è stato dato al San Diego Comic-Con International 2016.

## Trama
Ad Hala, capitale dell'impero Kree, Vers fa parte della Starforce, una potente squadra di nobili guerrieri capitanati dal suo mentore Yon-Rogg. Vers non ricorda nulla del suo passato, ma come le rammenta la Suprema Intelligenza, leader dei Kree, loro l'hanno dotata di incredibili poteri e per questo deve servire il suo popolo. Durante una missione della Starforce, vengono attaccati da degli Skrull, alieni mutaforma in guerra coi Kree, che rapiscono Vers. Quest'ultima viene sottoposta da Talos a un interrogatorio mentale, nel tentativo di localizzare un motore a velocità della luce nascosto su un pianeta, di vitale importanza per gli Skrull. Oltre a questo viene rivelato parte del passato di Vers, la quale si sveglia e, dopo una breve battaglia, precipita con una capsula di salvataggio sul pianeta dove è presente il motore che cercano gli Skrull: la Terra, nel 1995.
Qui incontra Nick Fury, un agente dello S.H.I.E.L.D., e lo avverte dell'imminente minaccia di un'invasione Skrull, ma Fury le crede solo dopo aver assistito a uno scontro tra Vers e uno Skrull. Insieme si dirigono alla base militare Pegasus, per trovare informazioni su dove è nascosto il motore alieno. Qui Vers scopre che in passato è cresciuta sulla Terra ed era una pilota della U.S. Air Force, insieme alla dottoressa Wendy Lawson e alla sua amica Maria Rambeau. Vengono però intercettati da Talos, che ha preso le sembianze del capo dello S.H.I.E.L.D., ma riescono a fuggire con un Quinjet grazie all'aiuto di Phil Coulson. Durante la fuga Nick porta con sé la gatta Goose, la quale apparteneva a Wendy Lawson, che si scopre essere morta anni addietro in un incidente aereo tenuto segreto. Scossa da ciò che ha appreso dal suo passato, Vers va dalla sua vecchia amica Maria che, anch'essa scioccata, le rivela che credeva fosse morta nello stesso incidente aereo di Lawson, e che il suo vero nome è Carol Danvers.
Poco dopo vengono raggiunti da Talos, il quale sembra avere intenzioni benevole, raccontando che la sua razza è oppressa da molto tempo dai Kree, ma il loro unico scopo è quello di cercare una nuova casa dopo che il loro pianeta è stato distrutto dagli invasori Kree. Carol non gli crede, ma Talos le fa ascoltare la registrazione della scatola nera che ha preso mentre era all'interno dello S.H.I.E.L.D.; si scopre inoltre che la dottoressa Wendy Lawson era una Kree di nome Mar-Vell e che aveva costruito il motore a velocità della luce dopo aver disertato, perché aveva capito come la Guerra Kree-Skrull fosse ingiusta. L'aereo che portava il reattore, pilotato da Carol, venne abbattuto e Mar-Vell fu uccisa da Yon-Rogg. Carol era confusa, ma capì che Mar-Vell era nel giusto e si sacrificò facendo esplodere il reattore. L'esplosione però le donò i suoi superpoteri e per questo Yon-Rogg decise di cancellarle la memoria e usarla come arma dell'impero Kree. Appreso ciò, Carol si allea con Talos e insieme a Fury, Maria e Goose, raggiungono il laboratorio spaziale di Mar-Vell dove è presente il nucleo che potrebbe aiutare gli Skrull, che si scopre essere il Tesseract. Intanto Yon-Rogg giunge sulla Terra, ma una volta scoperto che Carol sa tutta la verità, decide di darle la caccia insieme alla Starforce.
All'interno della nave, dove sono presenti dei profughi Skrull, Carol combatte contro i suoi ex compagni mentre gli altri tengono nascosto il Tesseract, che viene inghiottito da Goose, la quale si scopre essere una potente creatura aliena chiamata Flerken. Carol viene catturata, ma dopo un ultimo discorso con la Suprema Intelligenza, si ribella e libera tutti i suoi poteri, sconfiggendo la Starforce. Yon-Rogg chiama Ronan l'accusatore nel tentativo di distruggere la Terra, ma viene anch'esso fermato da Carol. Yon-Rogg tenta di fuggire ma viene rapidamente sconfitto e rimandato su Hala. Una volta liberi, Talos e gli Skrull possono finalmente cercare un nuovo pianeta, mentre Carol dice a Fury di tenere il Tesseract al sicuro e che lei aiuterà a porre fine a questa guerra, dandogli infine un cercapersone potenziato, che potrà usare per contattarla in caso di estrema necessità. Fury accetta e le consiglia di utilizzare come nome in codice uno molto simile alla sua amica, Marvel. Una volta tornato allo S.H.I.E.L.D. Fury, che ha perso un occhio a causa di Goose, capisce che in futuro il mondo si ritroverà in altre situazioni in cui ci sarà bisogno di eroi e, ispirato da un vecchio soprannome di Carol, comincia a dare il via al Progetto Avengers.
Nella scena durante i titoli di coda, dopo lo schiocco di Thanos, Steve Rogers, Natasha Romanoff, Bruce Banner e James Rhodes tentano di capire a chi Nick Fury stava inviando il messaggio con il cercapersone potenziato. Qualche istante dopo appare Carol chiedendo dove sia Fury. Nella scena dopo i titoli di coda, Goose rigurgita il Tesseract sulla scrivania di Nick Fury.

## Personaggi
- Carol Danvers / Vers / Captain Marvel, interpretata da Brie Larson: un'ex-pilota di caccia della U.S. Air Force e membro di un gruppo militare d'élite di Kree chiamato "Starforce", il cui DNA si è fuso con quello di un Kree in seguito all'esplosione di un motore a velocità luce, conferendole una forza sovrumana, scariche di fotoni e l'abilità di volare.[2][3][4]
- Nick Fury, interpretato da Samuel L. Jackson: futuro direttore dello S.H.I.E.L.D., di cui al momento è un semplice agente.[5]
- Talos / Keller, interpretato da Ben Mendelsohn: uno Skrull che ha guidato l'invasione della Terra, al momento sta lavorando sotto copertura per lo S.H.I.E.L.D. in qualità di capo di Nick Fury.[6]
- Korath, interpretato da Djimon Hounsou: un mercenario Kree e membro dello Starforce.[7][8]
- Ronan l'accusatore, interpretato da Lee Pace: un ufficiale Kree di grado elevato e un fanatico della loro cultura e delle loro pratiche.[7][9]
- Maria Rambeau, interpretata da Lashana Lynch: una delle più care amiche di Danvers e sua collega pilota nella U.S. Air Force con il nome in codice "Photon", è inoltre la madre single di Monica.[10]
- Minn-Erva, interpretata da Gemma Chan: un cecchino dei Kree e membro dello Starforce.[11]
- Suprema Intelligenza e Mar-Vell / Dr. Wendy Lawson, interpretata da Annette Bening: leader dell'Impero Kree.[12]
- Phil Coulson, interpretato da Clark Gregg: un agente dello S.H.I.E.L.D. alle prime armi che lavora a stretto contatto con Nick Fury.[5]
- Yon-Rogg, interpretato da Jude Law: comandante dello Starforce e mentore di Carol Danvers, a cui insegna a utilizzare i suoi nuovi poteri.[13][14][15][16]

Inoltre Algeniz Perez-Soto e Rune Temte interpretano Att-Lass e Bron-Char, rispettivamente due membri della Starforce. Akira Akbar interpreta Monica Rambeau, la figlia di Maria. Mckenna Grace interpreta Carol Danvers da giovane. Sharon Blynn interpreta Soren, la moglie di Talos. Robert Kazinsky è un biker, Vik Sahay è Hero Torfa, Chuku Modu interpreta Soh-Larr, Colin Ford interpreta Steven Danvers (fratello minore di Carol) e Kenneth Mitchell interpreta il padre di Carol. Stan Lee appare in un cameo postumo come passeggero di un treno. Chris Evans, Scarlett Johansson, Mark Ruffalo e Don Cheadle appaiono come Steve Rogers / Captain America, Natasha Romanoff / Vedova Nera, Bruce Banner / Hulk e James Rhodes / War Machine nella scena durante i titoli di coda.

## Produzione

### Sviluppo
A maggio 2013, era stata scritta per i Marvel Studios una sceneggiatura per Ms. Marvel, l'appellativo utilizzato da Carol Danvers nei fumetti prima di indossare il mantello di Captain Marvel. In seguito, lo stesso anno, il produttore Louis D'Esposito ha dichiarato che lo studio era interessato a realizzare un film con una donna come protagonista, dal momento che avevano a disposizione una gran quantità di «forti personaggi femminili» tra cui scegliere, e ha suggerito Captain Marvel, la Vedova Nera, Pepper Potts e Peggy Carter come possibili candidate. Kevin Feige, presidente dei Marvel Studios, ha dichiarato che, se la Marvel avesse realizzato un film con protagonista femminile, avrebbe preferito che si trattasse di un nuovo personaggio del Marvel Cinematic Universe, per poter scrivere una storia sulle sue origini. Nell'agosto 2014, Feige ha affermato che Pantera Nera e Captain Marvel sono «entrambi dei personaggi che ci piacciono, sui quali è stato fatto e continua a venir fatto un lavoro di sviluppo» e a proposito dei quali lo studio viene sempre interrogato dal pubblico, «più che su Iron Man 4, più che su Avengers 3... Penso che sia qualcosa su cui dobbiamo prestare attenzione».
Nell'ottobre 2014, Feige ha annunciato che Captain Marvel sarebbe uscito il 6 luglio 2018 come parte dei film della Fase Tre del MCU, rendendolo il primo film della Marvel con protagonista femminile. Feige ha dichiarato che il film sarebbe stato basato sulla versione del personaggio di Carol Danvers e che il film «è in lavorazione da quasi quanto Doctor Strange o Guardiani della Galassia prima che uscisse, e uno degli aspetti cruciali era capire cosa ne volessimo fare. Le sue avventure sono molto terrene, ma i suoi poteri sono basati sul reame cosmico». Feige ha aggiunto che «molto presto» sarebbero stati annunciati un regista e uno sceneggiatore, e che si stavano prendendo in considerazione alcune donne come registe, pur non potendo promettere che la Marvel avesse intenzione di «assumere [persone] di una qualunque parte della popolazione».
Nel febbraio 2015, la Marvel ha posticipato l'uscita del film al 2 novembre 2018. A inizio aprile, Feige ha rivelato che Captain Marvel era apparsa in una prima bozza della sceneggiatura di Avengers: Age of Ultron, ma che poi era stata rimossa perché «non sembrava ancora il momento. Non volevamo introdurla già completata mentre vola in un costume prima che sapeste chi fosse o come fosse diventata chi è adesso». Il produttore ha inoltre aggiunto che la Marvel sarebbe stata pronta ad annunciare i nomi degli sceneggiatori per il film «possibilmente in una settimana o due», e verso metà aprile sia Nicole Perlman, co-sceneggiatrice di Guardiani della Galassia, che Meg LeFauve, co-sceneggiatrice di Inside Out, sono state annunciate come parte del gruppo di sceneggiatori del film. Le due sono state assunte per lavorare al film dopo che Feige era rimasto colpito dalle loro due diverse interpretazioni fornite per il personaggio, e hanno cominciato a lavorare al film entro un mese dall'annuncio. LeFauve ha ritenuto complicato avvicinarsi al personaggio di Carol Danvers, perché, trattandosi di una supereroina di tale potenza, c'era il rischio di incappare nella «maledizione di Superman. Quello che dobbiamo cercare di capire è "Qual è il suo punto debole?"».
A maggio, Ava DuVernay aveva discusso con la Marvel della possibilità di dirigere Captain Marvel o Black Panther, cosa che Feige ha confermato il mese successivo, dicendo di aver incontrato DuVernay, insieme ad altri registi, e di aspettarsi che una decisione venisse presa entro la fine del 2015. Nel mese di settembre, Feige ha affermato che i provini per la scelta del cast non sarebbero iniziati prima del 2016: «Stiamo scrivendo il film, stiamo cercando di capire che tipo di personaggio vogliamo che Carol Danvers sia, che tipo di struttura avrà il film e quale sarà il suo ruolo in alcuni altri nostri film della Fase 3». Il produttore Jeremy Latcham ha approfondito dicendo che «costruire il personaggio in modo opportuno come prima cosa farà strada per il resto. Vogliamo essere sicuri di sapere chi è prima di iniziare a capire chi dovrebbe interpretarlo». Nell'ottobre 2015, la Marvel ha spostato nuovamente la data d'uscita del film, posticipandola all'8 marzo 2019.

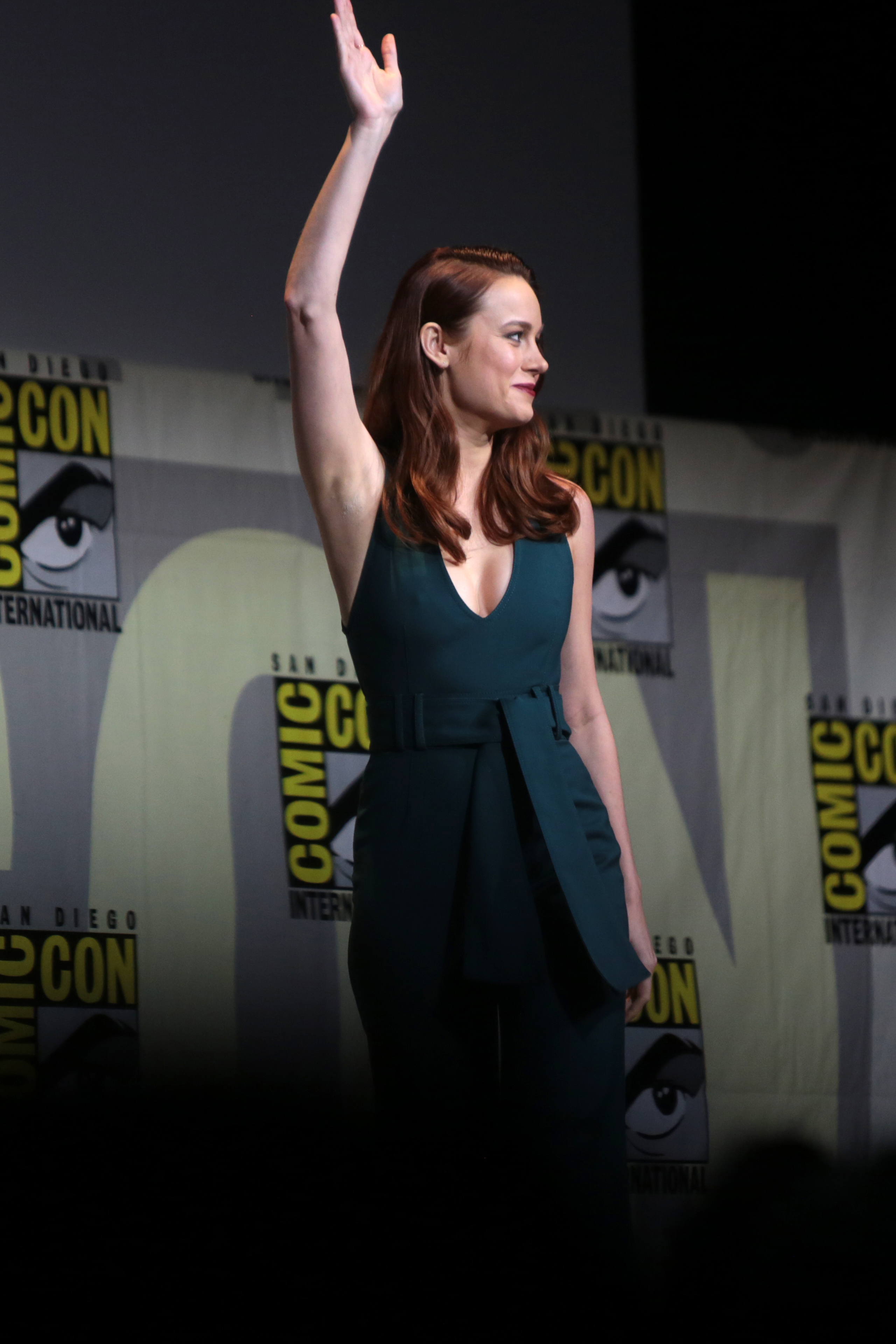
Brie Larson promuove Captain Marvel al San Diego Comic-Con International 2016

Nell'aprile 2016, Feige ha affermato che «in un mese o due» sarebbe stato reso noto il nome di un regista e che i primi membri del cast sarebbero stati annunciati a metà del 2016. Ha inoltre menzionato il fatto che il film ruoterà attorno al percorso di Carol Danvers per diventare Captain Marvel. Il mese successivo, il nome di Emily Carmichael è apparso come possibile candidata alla direzione del film, e, a giugno, Brie Larson sembrava l'attrice più probabile per il ruolo di Captain Marvel. Larson è stata poi confermata per il ruolo in occasione del San Diego Comic-Con International 2016. Purché inizialmente indecisa se accettare la parte o meno, alla fine ha deciso di interpretare il personaggio di Danvers dicendo: «Non potevo negare il fatto che questo film è tutto ciò che mi sta a cuore, tutto ciò che è progressista e importante e pieno di significato, e un simbolo che vorrei aver avuto durante la mia crescita». È stata in grado di portare nel ruolo di supereroina «alcune di quelle cose [profondamente emotive]» che aveva usato in ruoli più drammatici, cosa che, secondo l'attrice, è riuscita a far distinguere Captain Marvel dagli altri film di supereroi. Durante il Comic-Con, Feige ha poi dichiarato che la ricerca di un regista si era ristretta a una «breve lista di 10», e che sperava di essere in grado di annunciare la persona scelta entro la fine dell'estate.
Perlman ha rivelato ad agosto che la storia sulle origini del personaggio era stata modificata per il film a causa delle somiglianze con quella di Lanterna Verde, e Feige ha poi specificato dicendo: «Penso che abbiamo un modo veramente figo e unico di raccontare» la storia di Danvers, incentrata sulla crescita del personaggio durante la scoperta dei propri limiti e delle proprie vulnerabilità; ha aggiunto che Danvers sarebbe stata «di gran lunga il personaggio più potente» dei film del MCU, e che sarebbe stata «un personaggio molto importante nel nostro universo». Il produttore Nate Moore ha poi spiegato l'intenzione di volersi separare dalla struttura tradizionale di molte storie d'origini del MCU, «in cui incontri il personaggio, questo ha un problema, ottiene dei poteri alla fine del primo atto, e alla fine del secondo atto comprende questi poteri, nel terzo atto probabilmente lotta contro un cattivo con poteri simili», in modo da regalare agli spettatori una nuova esperienza; Danvers avrà già i suoi poteri a disposizione all'inizio del film.
Nell'ottobre 2016 Feige ha dichiarato che la scelta del regista per il film stava prendendo più tempo del previsto, e che lo studio stava attualmente aspettando che «una parte maggiore della storia [fosse] delineata», in modo da poterne parlare con dei potenziali registi. Riguardo alla possibilità di assumere una regista femminile, Feige ha affermato di non ritenere che questo fosse un requisito necessario «per realizzare una grande versione di Captain Marvel, ma è qualcosa che riteniamo importante», anche se l'eventuale regista in questione non sapesse molto sui fumetti, dal momento che «dovrebbe semplicemente innamorarsi del soggetto una volta presentatole. È fantastico vedere tutti i registi leggere [il materiale originale] e sapere "Oh, ora lo sta scrivendo una donna"», riferendosi in particolare al lavoro di Kelly Sue DeConnick nella Marvel Comics. Feige prevedeva che il regista sarebbe stato scelto e annunciato entro la fine del 2016; tuttavia, intorno al mese di dicembre Perlman e LeFauve hanno presentato degli aggiornamenti sulla sceneggiatura del film, spostando gli incontri con i potenziali registi a cui affidarla nei primi mesi del 2017.
Nel febbraio 2017 Perlman ha dichiarato che, nonostante lei e LeFauve fossero state assunte quasi un anno prima, soltanto di recente le due avevano ricevuto le prime linee guida da seguire per la sceneggiatura, affermando che una delle ragioni per il ritardo era costituita dal dover decidere in che modo inserire il film all'interno del MCU. Perlman ha inoltre discusso sulla femminilità del personaggio, ritenendo importante doversi assicurare che Danvers non fosse «qualcuno che è un eroe nonostante la sua femminilità [...] essere una donna è parte della [sua] forza». Le sceneggiatrici hanno inoltre prestato attenzione ad alcuni tropi che potevano sminuire una figura femminile ma non dei personaggi maschili, «cose su cui non staresti tanto a pensare nel caso di Iron Man ma su cui invece staresti a pensare nel caso di Captain Marvel».

### Pre-produzione
Nell'aprile 2017 la Marvel ha assunto Anna Boden e Ryan Fleck, che avevano già lavorato per la televisione e il cinema, per dirigere Captain Marvel, dal momento che la coppia, ricca di esperienza, nel corso di vari incontri aveva colpito lo studio «più e più volte» con le loro idee per il personaggio. Feige e la Marvel erano infatti rimasti impressionati dall'abilità di Boden e Fleck di dare vita a storie incentrate sui personaggi in ognuno dei loro lavori. Il produttore ha aggiunto: «Le storie che hanno raccontato sono tutte così variegate, ma, qualunque sia l'argomento di cui parlano, loro riescono a immergervisi e a focalizzarsi sul viaggio del personaggio». Feige riteneva che, sostanzialmente, il film dovesse basarsi «sul personaggio tridimensionale e stratificato di Carol Danvers. Devi essere in grado di tracciarla e seguirla e di immedesimarti con lei in ogni momento del film, a prescindere da quanti effetti speciali e navi spaziali e cattivi ci possano essere sullo schermo». Le riprese sarebbero dovute iniziare a gennaio 2018, presso i Pinewood Studios nella contea di Fayette, in Georgia, ma Feige si aspettava che non sarebbero cominciate prima di febbraio.
A luglio 2017 Samuel L. Jackson era stato confermato nel cast del film, in cui avrebbe riassunto il ruolo di Nick Fury. Al San Diego Comic-Con International 2017, Feige ha rivelato che il film sarebbe stato ambientato negli anni 1990 e che gli antagonisti della pellicola sarebbero stati gli Skrull, dando la possibilità di attingere a elementi della saga fumettistica sulla guerra Kree-Skrull. Ambientando il film negli anni 1990, Feige riteneva che Danvers potesse «essere l'unico eroe», il primo in cui Fury si fosse imbattuto, «ma inserendolo all'interno delle tempistiche del MCU». In seguito a questo annuncio, Graeme McMillan di The Hollywood Reporter ha paragonato il film a Captain America - Il primo Vendicatore e al film del DC Extended Universe Wonder Woman, dal momento che anch'essi sono ambientati decenni prima dei giorni nostri. Dal momento che il film sarebbe stato ambientato negli anni 1990, secondo McMillan ciò avrebbe portato le persone a chiedersi: «Cosa è successo a Captain Marvel per farle abbandonare il campo da gioco prima dei film della Marvel che abbiamo visto finora?»; McMillan ha sottolineato che la storia di Danvers avrebbe potuto ricordare il «racconto di Captain America», in cui «un eroe dal passato [...] scompare dal mondo per poi riemergere». Sempre nel mese di luglio, la California Film Commission (CFC) ha garantito alla produzione del film una detrazione fiscale di 20,7 milioni di dollari, avvicinandosi ai primi 100 milioni di dollari di spese statali, e rendendo la California il principale paese di produzione di Captain Marvel. Il produttore Louis D'Esposito ha trovato la cosa «molto eccitante», dal momento che sia il quartier generale dei Marvel Studios che gli edifici dedicati alla post-produzione del film erano situati in California, permettendo di ottimizzare il processo di produzione di questo e di altri film. Come condizione per la detrazione fiscale concessa alla produzione, le riprese del film sarebbero dovute iniziare entro 180 giorni. La Marvel aveva programmato di spendere 118,6 milioni di dollari per le riprese in California, con una spesa netta di 97,8 milioni una volta applicata la detrazione fiscale.

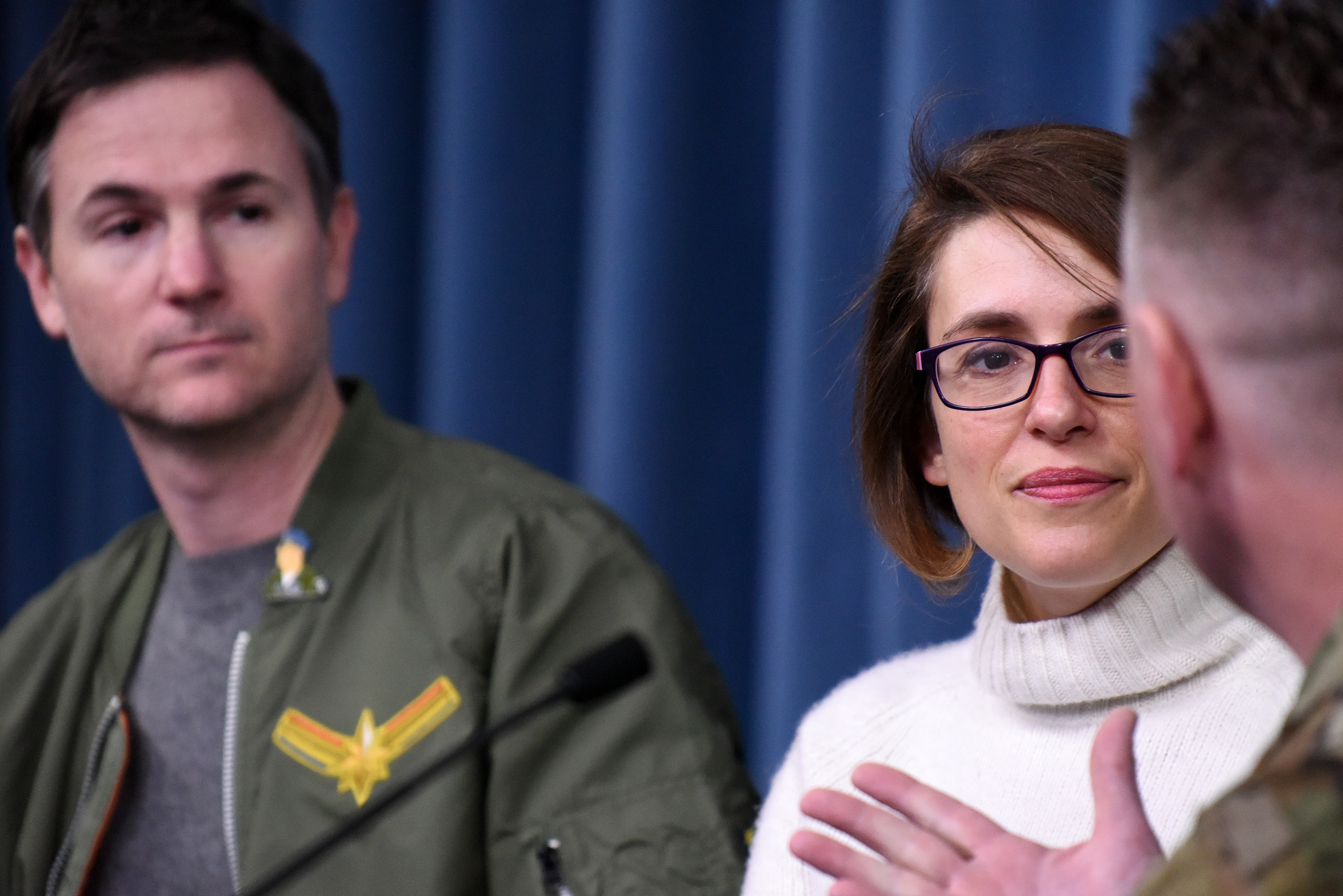
I registi Ryan Fleck e Anna Boden durante una conferenza al Pentagono nel marzo 2019

Geneva Robertson-Dworet è stata assunta dalla Marvel a metà agosto per occuparsi della sceneggiatura di Captain Marvel, dopo che LeFauve ha abbandonato il progetto per co-dirigere Gigantic per i Walt Disney Animation Studios. Anche Perlman ha poi confermato di aver lasciato il progetto, dichiarando che la storia su cui lei e LeFauve avevano lavorato nelle prime bozze sarebbe stata mantenuta nella sceneggiatura finale del film. Robertson-Dworet ha descritto il film come una commedia d'azione, e ne ha paragonato la sceneggiatura a una delle prime che aveva scritto per Tomb Raider (2018) prima che quest'ultimo prendesse una piega più drammatica. Ha inoltre affermato che per l'intero team creativo era importante mantenere gli elementi comici del film e la «voce molto buffa» del personaggio, dal momento che Danvers «è uno dei personaggi più divertenti dei fumetti. È così sfacciata, così saputella, non si fa mettere i piedi in testa da nessuno». Robertson-Dworet ha inoltre dato a Boden il merito per aver aiutato a dare forma alla voce di Danvers nel film e al desiderio «di tracciare da soli il nostro percorso e di assicurarci di non ripercorrere strade già battute [dopo l'uscita di Wonder Woman], e di mostrare tutte le sfaccettature di cosa le donne siano in grado di fare». Feige ha aggiunto che Captain Marvel avrebbe avuto «degli omaggi ai nostri film d'azione preferiti degli anni 1990», come l'azione di Terminator 2 - Il giorno del giudizio, «combattimenti fighi in strada, inseguimenti in auto su strada, e roba divertente del genere», dato che i Marvel Studios non avevano ancora esplorato il genere d'azione tipico del film degli anni 1990. Ha inoltre aggiunto che gran parte del film avrebbe avuto luogo nello spazio.
A ottobre l'inizio delle riprese del film era in programma per il mese di marzo 2018. Feige in quel momento ha descritto il film come «una componente importante del percorso verso» il prossimo film degli Avengers, allora ancora senza titolo, programmato per uscire dopo Captain Marvel e che avrebbe dovuto concludere la storia raccontata attraverso tutte e tre le fasi del Marvel Cinematic Universe. Sono poi iniziate le trattative con Ben Mendelsohn per inserirlo nel cast come antagonista principale del film, dopo che l'attore aveva già lavorato con Boden e Fleck in passato nel film Mississippi Grind. L'idea di avere Mendelsohn come antagonista principale di Captain Marvel era già in circolo da quando Fleck e Boden avevano iniziato a lavorare sulla storia del film, e Mendelsohn ha accettato subito la parte non appena i due registi gli hanno proposto il ruolo. A novembre, inoltre, erano iniziate le trattative per assumere Jude Law nel ruolo di Walter Lawson (Mar-Vell). Nel gennaio 2018 DeWanda Wise è stata ingaggiata per il ruolo di Maria Rambeau, mentre Mendelsohn e Law sono stati confermati come parte del cast. Feige ha dichiarato che Law era un attore che la Marvel ammirava da molto tempo e che lo studio aveva pensato di trovargli un ruolo per inserirlo in uno dei loro film, aggiungendo poi che trovava «straordinaria» la sua parte in Captain Marvel. Secondo Law, la Marvel era «un gruppo interessante di cui entrare a far parte in un momento interessante della sua influenza. Questo per me è un interessante campo da gioco in cui lavorare», evidenziando, da parte della Marvel, lo «sforzo [negli ultimi anni] di assumere registi indipendenti con delle voci distinte» le une dalle altre.

### Cast
Brie Larson, che interpreta Carol Danvers, ha descritto il suo personaggio come «una che crede nella verità e nella giustizia» e un «ponte tra la Terra e lo spazio. Sta combattendo tra i difetti nascosti dentro di sé e tutto il bene che vuole diffondere per rendere il mondo un posto migliore». Kevin Feige, presidente dei Marvel Studios, ha detto che Larson è stata scritturata per la parte perché in grado di bilanciare gli enormi poteri del personaggio con la sua umanità e le sue imperfezioni, con cui è facile identificarsi. Larson ha definito Danvers aggressiva, irascibile e invadente, ma ha detto che, nonostante certe caratteristiche possano tornare utili in battaglia, quelle rappresentano anche i difetti del personaggio. Parlando del conflitto interiore di Danvers tra il suo lato umano e quello Kree, Larson ha evidenziato che la sua metà Kree è «priva di emozioni [...] una combattente formidabile e competitiva», mentre la sua metà umana «ha dei difetti, che sono però ciò che alla fine la guida. Sono quelli che la fanno finire nei guai, ma che la rendono anche grandiosa». Riguardo alle preoccupazioni secondo cui Larson fosse troppo giovane per interpretare Danvers, un'esperta pilota dell'aeronautica militare, la sceneggiatrice iniziale del film Nicole Perlman aveva consultato la U.S. Air Force, secondo cui non era improbabile che l'età di qualcuno potesse variare molto dai 28 ai 34 anni. Larson si è allenata in vista del ruolo per nove mesi, praticando judo, pugilato e lotta. Ha inoltre visitato la Nellis Air Force Base, incontrando i piloti della base, inclusi l'ufficiale generale Jeannie Leavitt e il pilota maggiore di Thunderbirds Stephen Del Bagno, per prepararsi meglio a interpretare il personaggio.
Samuel L. Jackson interpreta un Nick Fury che, dal momento che il film è ambientato negli anni 1990, non ha ancora perso l'occhio e quindi non indossa la caratteristica benda nera. Feige ha dichiarato che il film esplora un momento della vita del personaggio in cui Fury non ha alcuna idea dell'esistenza di supereroi e che Carol Danvers è il primo supereroe in cui si imbatte, aggiungendo che Fury «ha raggiunto un punto della sua carriera in cui pensa che la guerra fredda sia finita e che si sia lasciato alle spalle i suoi giorni migliori. E nel momento in cui si imbatte in certe cose nel film, questo lo farà finire su una strada che lo porterà dove ci troviamo adesso 19 film dopo». Jackson ha detto: «Questo è un momento in grado di cambiare la mentalità e l'atteggiamento [...] [Ora] si rende conto che ci sono queste altre cose là fuori. Capisce che non tutti sono nemici, e che dobbiamo cercare di trovare degli alleati che abbiano delle abilità specifiche che gli umani non possiedono». Jackson ha descritto Fury in questo momento della sua vita come un impiegato, che non è ancora diventato cinico nei confronti della burocrazia. Jackson è stato ringiovanito digitalmente di 25 anni per il suo ruolo, cosa mai fatta prima dalla Marvel per un intero film.
Ben Mendelsohn ha descritto la personalità umana del suo personaggio, lo Skrull Talos, come «riservata», mentre il suo lato Skrull naturale è «più rilassato, un po' più duro, [e] leggermente più cattivo». Mendelsohn ha poi spiegato: «Il fatto è questo, quando stai facendo lo Skrull la sensazione che senti è del tipo "non fare prigionieri", ed è più rilassante. [Quando deve comportarsi da umano] questo tizio deve seguire il protocollo perché fa parte dello S.H.I.E.L.D.». Per interpretare Talos, Mendelsohn usa il suo naturale accento australiano, mentre quando si trova sotto copertura allo S.H.I.E.L.D. utilizza un accento americano, che Mendelsohn ha paragonato a quello di Donald Rumsfeld. Mendelsohn ha sottolineato che c'è stata «una discussione molto lunga» su quale accento dovessero avere gli Skrull, dicendo che «c'è una certa correttezza terrosa nell'accento australiano». Ci sono volute «un paio d'ore» per applicare il trucco e le protesi necessarie a Mendelson per poter interpretare Talos.

### Riprese

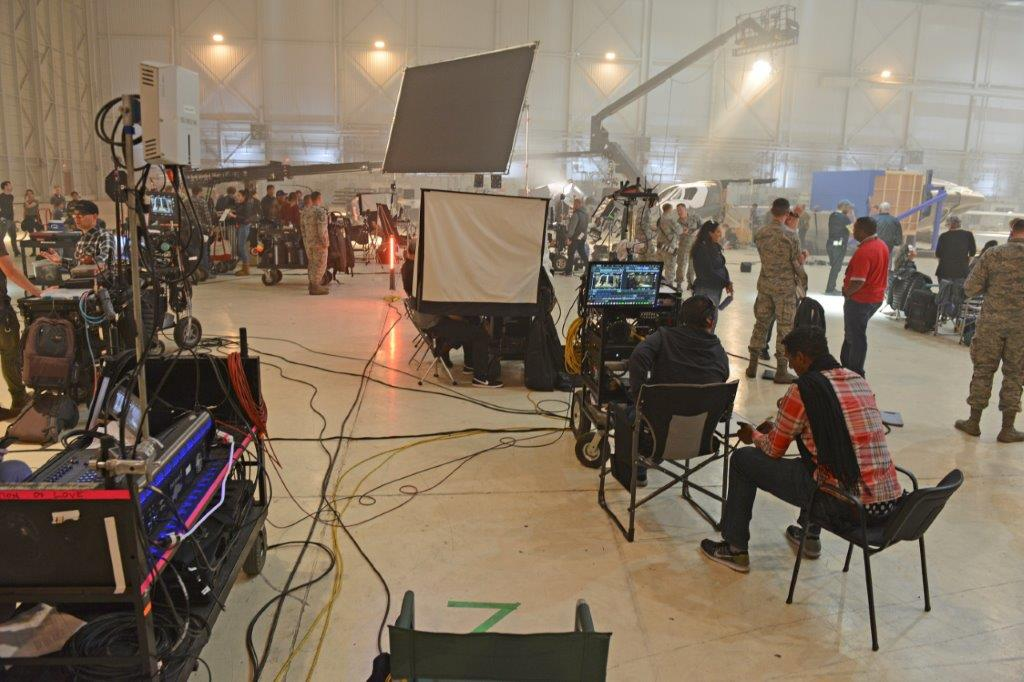
Le riprese di Captain Marvel all'Edwards Air Force Base nell'aprile 2018

Le riprese in esterni del film sono iniziate a gennaio 2018. Le foto fatte sul set hanno mostrato Brie Larson in un'uniforme verde e nera, al contrario del tipico costume rosso e blu indossato dal personaggio. Feige ha risposto dicendo che la Marvel era pronta a correre il rischio che alcune foto del set potessero venir fatte circolare, e che secondo lui «la maggior parte della gente è abbastanza furba da capire che sta guardando una foto fatta dietro le quinte, totalmente priva di contesto». Ha poi aggiunto che gran parte delle scene del film sarebbero state girate in esterni.
Un mese dopo, Gemma Chan si è unita al cast nel ruolo di Minn-Erva. A metà marzo, DeWanda Wise si è dovuta ritirare dal progetto a causa di altri impegni con la serie televisiva She's Gotta Have It. Il giorno successivo, sono iniziate le trattative per sostituire Wise con Lashana Lynch. Alla fine del mese, Lynch è stata confermata nel cast, mentre Djimon Hounsou, Lee Pace e Clark Gregg sono stati riconfermati nei rispettivi ruoli di Korath, Ronan l'accusatore e Phil Coulson, ricoperti in precedenti film del MCU. Anche Algenis Perez Soto, Rune Temte e Mckenna Grace sono poi stati confermati come parte del cast. Allo stesso tempo, la Marvel ha reso noto che Boden e Fleck, insieme a Liz Flahive e Carly Mensch, si sarebbero uniti al team di sceneggiatori con LeFauve, Perlman e Robertson-Dworet. Con l'inclusione di Korath, Ronan e Coulson (personaggi già introdotti e uccisi in film precedenti), secondo Richard Newby di The Hollywood Reporter il film potrebbe essere in grado di fornire «al MCU una nuova opportunità unica per rafforzare la presenza di alcuni personaggi che non erano stati all'altezza del loro potenziale e per dare a dei grandi attori, specialmente a quelli che hanno interpretato dei cattivi dalla sorte tragica, la possibilità di portare un contributo maggiore ai loro ruoli rispetto a quanto fossero in grado di fare inizialmente [...] Captain Marvel dà la possibilità a questi personaggi di acquisire importanza, e nonostante i loro destini siano sigillati, il loro passato e le loro storie che risiedono in esso possono stravolgere completamente la nostra percezione che abbiamo di loro».
La fase di lavorazione è iniziata il 19 marzo 2018, a Los Angeles, sotto il titolo di lavorazione Warbird, con Ben Davis al lavoro come direttore della fotografia nel suo quarto film del MCU, dopo Guardiani della Galassia, Avengers: Age of Ultron e Doctor Strange. In seguito, la stessa settimana, al Jim Hall Racing Club di Oxnard è stata girata una scena di carnevale ambientata nel 1986 con Danvers e Fury. Le riprese di Captain Marvel a Los Angeles, insieme ad altri film ad alto budget che hanno approfittato del nuovo programma di detrazione fiscale della California, hanno contribuito a far innalzare la percentuale di produzione di lungometraggi nell'area del 11,7% nel primo trimestre del 2018, in rapporto allo stesso periodo del 2017; è stato il primo incremento di produzione maggiore del 10% dal quarto trimestre del 2015. In aprile, sotto il titolo di lavorazione Open World, si sarebbero dovute tenere le riprese a Shaver Lake, nei pressi di Fresno, ma sono state in seguito posticipate a metà maggio. Verso la fine di aprile, Feige ha dichiarato che il film era quasi a metà strada dall'essere completato. Il mese successivo, anche Annette Bening si è unita al cast, ma il ruolo non è stato reso pubblico. Verso la fine di giugno, la lavorazione del film si è spostata per due settimane nelle città di Baton Rouge e New Orleans, sempre sotto il nome Open World, per poi concludersi il 6 luglio. Il budget del film è stato di 160 milioni di dollari.

### Effetti speciali
Gli effetti visivi sono stati realizzati da Lola VFX, che si è anche occupata del ringiovanimento digitale degli attori Jackson e Gregg.

## Colonna sonora
Nel maggio 2018 Clark Gregg ha rivelato che il film avrebbe utilizzato canzoni degli anni 1990. Il mese successivo, Pinar Toprak ha firmato il contratto per scrivere la colonna sonora del film, risultando la prima compositrice a realizzare la colonna sonora di un film del Marvel Cinematic Universe.

## Promozione

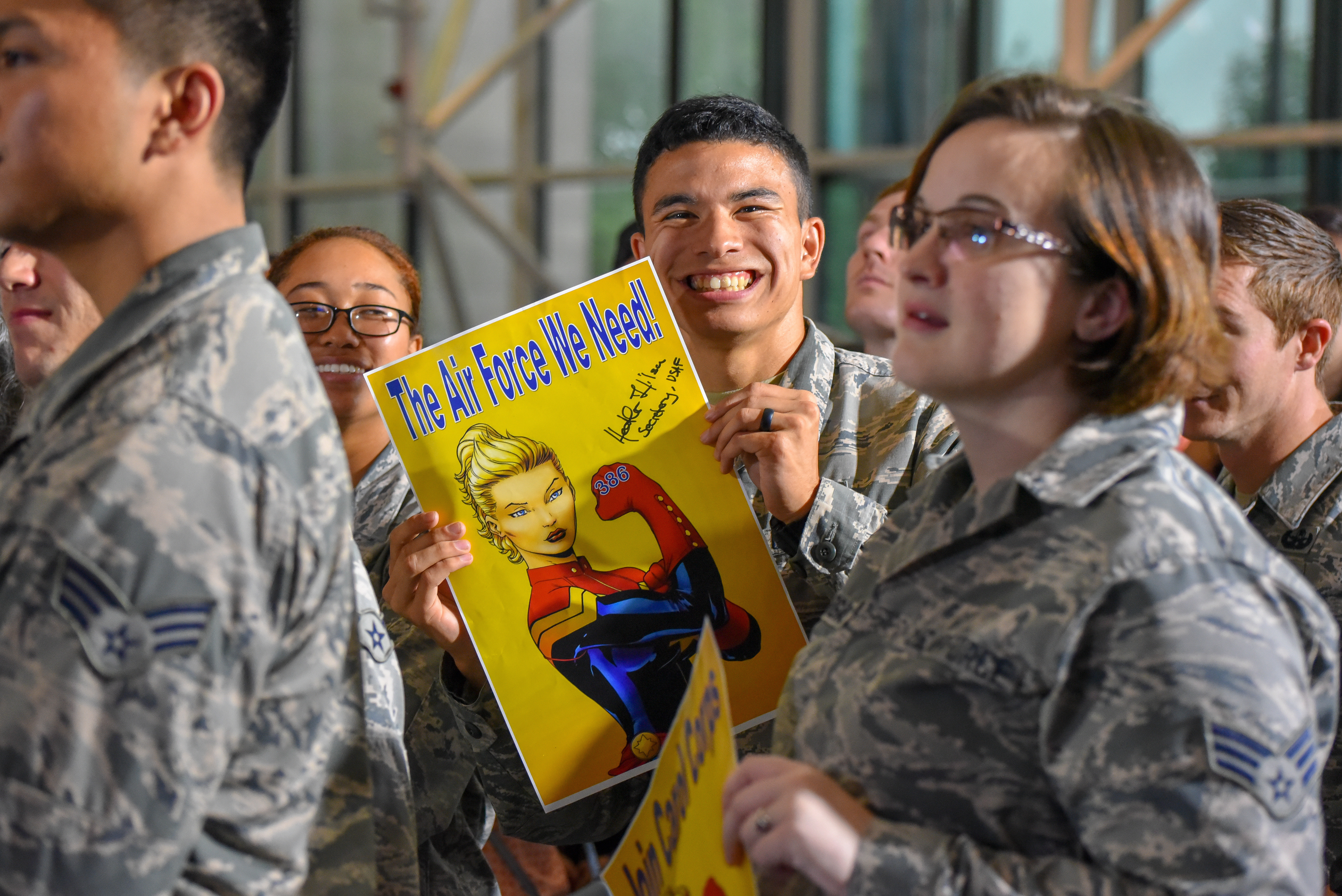
Il corpo dell'Air Force District of Washington assiste alla proiezione del primo trailer di Captain Marvel al National Air and Space Museum

Durante il San Diego Comic-Con International 2017 sono state mostrate delle concept art del film. Nel giugno 2018, Kevin Feige ha rivelato il look di Larson nel ruolo di Danvers al CineEurope 2018. Il 18 settembre 2018, durante il programma televisivo statunitense Good Morning America, è stato mostrato in anteprima il primo trailer del film, che ha ricevuto 109 milioni di visualizzazioni nelle prime 24 ore su YouTube. Il 4 dicembre 2018 è stato pubblicato un secondo trailer.

## Distribuzione

### Data di uscita
La première di Captain Marvel si è tenuta il 4 marzo 2019 a Los Angeles, ed è stato distribuito in Italia il 6 marzo 2019 e negli Stati Uniti l'8 marzo 2019, in IMAX e 3D. Inizialmente avrebbe dovuto essere distribuito il 6 luglio 2018, ma nel febbraio 2015 è stato posticipato al 2 novembre 2018 per lasciare spazio all'uscita di Spider-Man: Homecoming. Nell'ottobre 2015, il film è stato nuovamente posticipato per favorire l'uscita di Ant-Man and the Wasp.
Captain Marvel è il primo film distribuito da Walt Disney Studios Motion Pictures a non approdare su Netflix, in seguito alla decisione della Disney di lasciar scadere il contratto con la piattaforma di streaming, per poterlo distribuire sul proprio servizio di streaming, Disney+, nel 2019.

### Edizione italiana
La direzione del doppiaggio e i dialoghi italiani sono stati curati da Marco Guadagno, per conto della Dubbing Brothers Int. Italia.

### Edizioni home video
Captain Marvel è stato distribuito in DVD, Blu-ray e 4K Ultra HD il 26 giugno 2019.

## Accoglienza

### Incassi
Captain Marvel ha incassato 426829839 $ nel Nord America e 704586607 $ nel resto del mondo, per un totale di 1131416446 $, a fronte di un budget di produzione di $160 milioni.
Globalmente il film ha esordito con 456,7 milioni di dollari nei primi cinque giorni. Il 3 aprile 2019 il film ha raggiunto un incasso globale di 1 miliardo di dollari. È il settimo incasso dei Marvel Studios, il diciannovesimo distribuito dalla Disney e il primo del 2019 a raggiungere tale traguardo; inoltre è il quinto maggior incasso mondiale del 2019, il sesto maggior incasso nel Nord America del 2019, il 34º film con maggiori incassi nella storia del cinema e il 13º maggiore incasso di sempre per un film di supereroi.

#### Nord America
Alle anteprime del giovedì sera il film ha incassato 20,7 milioni di dollari. Nel primo giorno di programmazione ha incassato $61,7 milioni in 4.310 sale cinematografiche. Nel week-end d'esordio ottiene il primo posto al botteghino incassando $153,4 milioni. Nella prima settimana di programmazione ha incassato di $196,9 milioni. Nel secondo week-end rimane al primo posto incassando $68 milioni. Nel terzo week-end scende al secondo posto incassando $34,3 milioni. Nel quarto week-end scende al terzo posto incassando $20,7 milioni. Nel quinto week-end scende al quinto posto incassando $12,4 milioni.

#### Internazionale
Nel primo week-end di programmazione il film ha incassato internazionalmente $303,3 milioni. Al 10 marzo 2019 i mercati maggiori erano Cina ($88,6 milioni), Corea del Sud ($24 milioni), Regno Unito ($16,5 milioni), Brasile ($13,3 milioni), Messico ($12,8 milioni), Indonesia ($10,8 milioni), Russia ($10,7 milioni) e Australia ($10,6 milioni).

### Critica
Il film è stato accolto positivamente dalla critica. Sull'aggregatore di recensioni Rotten Tomatoes ottiene il 79% delle recensioni professionali positive, con un voto medio di 6,8 su 10 basato su 552 recensioni; il consenso critico del sito recita: "Ricco di azione, umorismo ed emozioni visive, Captain Marvel presenta l'ultimo eroe del MCU con una storia sulle origini che fa un uso efficace della formula distintiva del franchise". Su Metacritic ha un punteggio di 64 su 100 basato su 56 recensioni.
La critica ha espresso un parere positivo, seppur meno entusiasta rispetto ai precedenti film Marvel. Antonio Dini su Fumettologica ha scritto che Captain Marvel «non ha la coerenza e la forza ideologica di Black Panther, i toni cupi di Infinity War, la durezza dei Thor migliori, ma fa il suo mestiere. E lo fa bene».

## Sequel
Nel febbraio 2019, Brie Larson ha espresso interesse nell'introdurre il personaggio di Kamala Khan in un sequel del film. Il mese successivo, Kevin Feige ha dichiarato di avere ottime idee per un sequel, e che avrebbe potuto esplorare il lasso di tempo tra la fine del primo film e Avengers: Endgame. Lashana Lynch si è dichiarata interessata nel riprendere il ruolo di Maria Rambeau. Al San Diego Comic-Con International 2019, Kevin Feige ha annunciato che il sequel del film è in sviluppo. Nell'agosto 2020 è stato rivelato che sarà Nia DaCosta a dirigerlo. Il film uscirà l'8 novembre 2023 in Italia e il 10 novembre negli Stati Uniti, inoltre Iman Vellani tornerà a interpretare il personaggio di Kamala Khan / Ms. Marvel, riprendendo il ruolo dall'omonima serie di Disney+, mentre Teyonah Parris riprenderà il ruolo di Monica Rambeau dalla serie WandaVision. Nel maggio 2021 è stato annunciato il titolo del film, The Marvels. Le riprese sono iniziate nell'agosto 2021 nel Regno Unito e sono terminate nel maggio 2022.